# 公平镇 (奉节县)
公平镇，是中华人民共和国重庆市奉节县下辖的一个乡镇级行政单位。

## 行政区划
公平镇下辖以下地区：
车家坝社区、公平社区、船型村、万民村、九岭村、沙湾村、龙王村、红石村、鼓锣村、青正村、浸塘村、学堂村、黄泥村、桂坝村、长龙村、长兴村、同心村、大寨村、大田村、太山村和板屋村。